# Arboretum Wojsławice

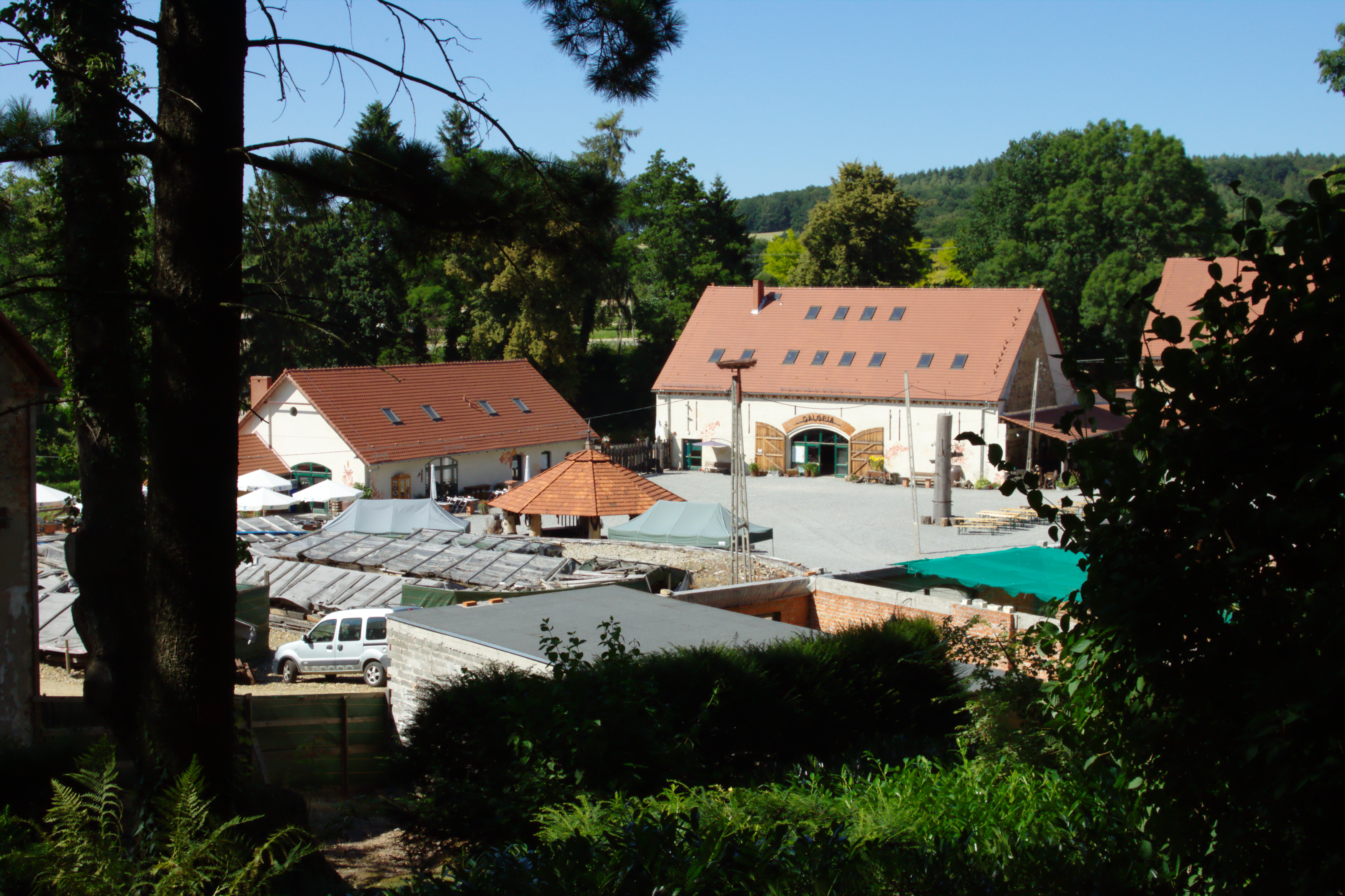
Pohled na původní statek, který dnes slouží dendrologické zahradě

Arboretum Wojsławice představuje jednu z nejvýznamnějších dendrologických zahrad v Dolním Slezsku (okres Dzierżoniów, Dolnoslezské vojvodství v Polsku). Nachází se v blízkosti města Niemcza, nedaleko silničního tahu z Prahy do Wrocławi, v lokalitě Wojsławice.
Arboretum zabírá plochu přes 65 hektarů, rozkládá se v nadmořské výšce 250–275 m n. m. Zahradu obývá zhruba okolo 2500 druhů dřevin a 3500 druhů jiných rostlin. Zahrada disponuje velkou kolekcí rododendronů, lilií, a zimostrázů.
Wojsławické arboretum má dlouhou tradici; již v roce 1821 byl na jeho místě zřízený romantický park. O šedesát let později byl přeměněn na rododendronovou zahradu, kterou udržoval Fritz von Oheimb, který nashromáždil přes několik tisíc odrůd pěnišníků. Po roce 1946 byla zahrada znárodněna, řízena po nějakou dobu jako státní statek a nakonec upravena do současné podoby.